# Вилап Лејк (Вашингтон)
Вилап Лејк (енгл. Weallup Lake) град је у америчкој савезној држави Вашингтон.

## Демографија
По попису из 2000. године број становника је 882.
| Група             | 2000.       | 2010.    |
| Белци             | 813 (92,2%) | 0 (0,0%) |
| Афроамериканци    | 1 (0,1%)    | 0 (0,0%) |
| Азијати           | 4 (0,5%)    | 0 (0,0%) |
| Хиспаноамериканци | 34 (3,9%)   | 0 (0,0%) |
| Укупно            | 882         | 0        |